# 圖埃格 (佛羅里達州)
圖埃格（英語：Shady Grove）是位於美國佛羅里達州傑克遜縣的一個非建制地區。該地的面積和人口皆未知。

## 地理
圖埃格的座標為30°51′10″N 85°04′35″W / 30.85278°N 85.07639°W，而該地的平均海拔高度為41米（即135英尺）。